# Dirigeants du Japon
L'empereur du Japon (天皇, Tennō) est le chef de l'État japonais. Depuis 1947 il est constitutionnellement l'autorité morale et le symbole du pays. Historiquement, cependant, le pouvoir impérial a souvent été usurpé de fait par des chefs de familles puissantes, dont les mieux connus sont les shoguns (将軍, shōgun).
Selon la Constitution du Japon promulguée en 1947 lors de l'occupation ayant suivi la Seconde Guerre mondiale, l'empereur du Japon a maintenant un rôle uniquement symbolique, le pouvoir exécutif étant détenu par le Premier ministre (内閣総理大臣, Naikaku sōri daijin, litt. « Premier ministre du Cabinet »), chef du gouvernement, à l'instar de ses homologues dans la plupart des autres monarchies constitutionnelles.

## Souverains impériaux

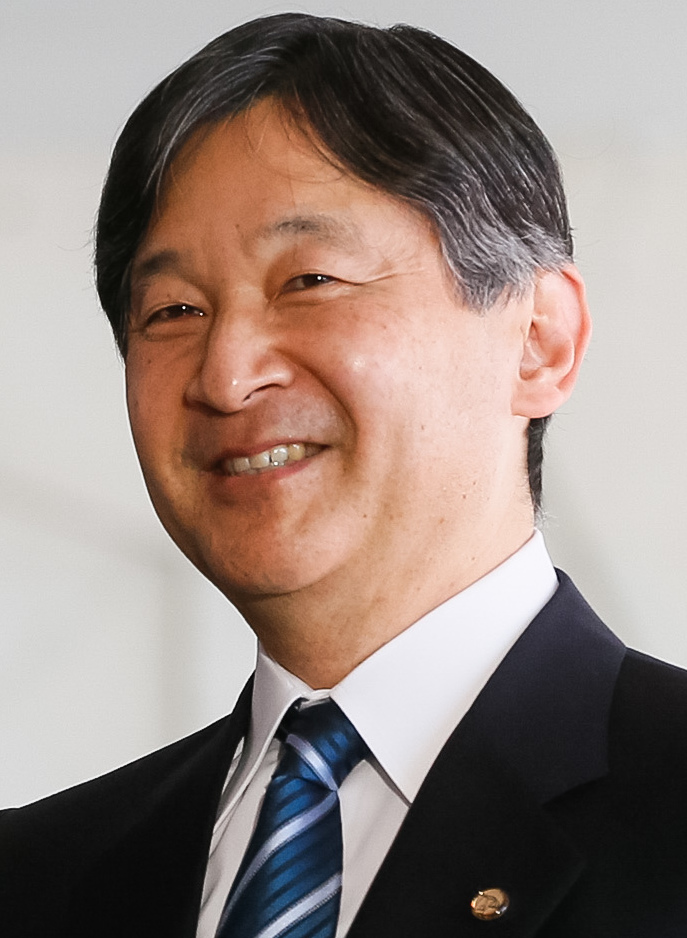
L'empereur Naruhito, en fonction depuis le 1^{er} mai 2019.

- Depuis 270 (-660 d'après la légende historique) : empereurs du Japon, voir la liste des empereurs du Japon

### Empereurs retirés
Pour échapper aux pressions et conserver leur pouvoir, certains empereurs « retirés » affectèrent de laisser le trône à des membres de leur famille, tout en exerçant leur contrôle depuis les coulisses :
- 1087 – 1129 : l'empereur Shirakawa, qui régna officiellement de 1073 à 1087 ;
- 1129 – 1156 : l'empereur Toba, qui régna officiellement de 1107 à 1123 ;
- 1158 – 1192 : l'empereur Go-Shirakawa, qui régna de 1155 à 1158.

## Dirigeants autres qu'empereurs
- 866 – 1184 : régents Fujiwara
- 1192 – 1333 : shoguns de Kamakura
  - 1203 – 1333 : régents du shogunat de Kamakura
- 1338 – 1573 : shoguns Ashikaga
- 1568 – 1598 : shoguns de transition
- 1603 – 1897 : shoguns Tokugawa
- Depuis 1946 : Premiers ministres